# The Hits (альбом Гарта Брукса)
The Hits — сборник лучших хитов американского кантри-певца Гарта Брукса, выпущенный 13 декабря 1994 г и достигший 1-го места в американском хит-параде Billboard 200, став в нём 4-м для Брукса чарттоппером (где лидировал 5 недель). Формально это второй компиляционный диск Брукса, но фактически первый широко реализованный сборник его лучших хитов. Первый сборник (The Garth Brooks Collection) был издан всего три месяца ранее и только для ресторанов  McDonald's, на ограниченное время и только для сбора денег на благотворительную компанию Ronald McDonald House Charities. Альбом The Hits сертифицирован RIAA 10-кратно платиновым. В списке лучших альбомов десятилетия 90-х гг диск занял 12-е место.

## Список композиций
1. «Ain't Goin' Down ('Til The Sun Comes Up)» (from In Pieces) (Kent Blazy, Kim Williams, Garth Brooks) — 4:33
2. «Friends in Low Places» (from No Fences) (DeWayne Blackwell, Earl «Bud» Lee) — 4:18
3. «Callin' Baton Rouge» (from In Pieces) (Dennis Linde) — 2:38
4. «The River» (from Ropin' the Wind) (Victoria Shaw, Brooks) — 4:25
5. «Much Too Young (To Feel This Damn Old)» (from Garth Brooks) (Randy Taylor, Brooks) — 2:53
6. «The Thunder Rolls» (from No Fences) (Pat Alger, Brooks) — 3:42
7. «American Honky-Tonk Bar Association» (from In Pieces) (Bryan Kennedy, Jim Rushing) — 3:33
8. «If Tomorrow Never Comes» (from Garth Brooks) (Blazy, Brooks) — 3:37
9. «Unanswered Prayers» (from No Fences) (Alger, Larry Bastian, Brooks) — 3:23
10. «Standing Outside The Fire» (from In Pieces) (Jenny Yates, Brooks) — 3:52
11. «Rodeo» (from Ropin' the Wind) (Bastian) — 3:53
12. «What She's Doing Now» (from Ropin' the Wind) (Alger, Brooks) — 3:26
13. «We Shall Be Free» (from The Chase) (Stephanie Davis, Brooks) — 3:48
14. «Papa Loved Mama» (from Ropin' the Wind) (Williams, Brooks) — 2:51
15. «Shameless» (from Ropin' the Wind) (Billy Joel) — 4:19
16. «Two of a Kind, Workin' on a Full House» (from No Fences) (Bobby Boyd, Warren Haynes, Dennis Robbins) — 2:31
17. «That Summer» (from The Chase) (Alger, Sandy Mahl-Brooks, Brooks) — 4:46
18. «The Dance» (from Garth Brooks) (Tony Arata) — 3:37

В Европе в альбом были добавлены песни «The Red Strokes» и «Burning Bridges», имевшие успех на этом континенте. «Burning Bridges» как 3-й трек и «The Red Strokes» как 19-й трек.

## Позиции в чартах
В кантри-чарте Top Country Albums альбом стал 5-м лидером в карьере певца и был № 1 16 недель в январе — апреле  и июле 1995 года. Также он стал и лучшим кантри-альбомом 1995 года (и в целом № 2 в общем годовом чарте Billboard 200).
| Чарты (1994/1995)                 | Высшая позиция |
| --------------------------------- | -------------- |
| Canadian RPM Top Albums           | 7              |
| Canadian RPM Country Albums       | 1              |
| U.S. Billboard 200                | 1              |
| U.S. Billboard Top Country Albums | 1              |

| Страна     | Продавец | Сертификации | Продажи    |
| ---------- | -------- | ------------ | ---------- |
| Канада     | CRIA     | Diamond      | 1,000,000  |
| США        | RIAA     | 10x Platinum | 7,821,000+ |
| World-Wide |          |              | 19,000,000 |

### Чарты десятилетия
| Чарт (1990—1999)   | Позиция |
| ------------------ | ------- |
| U.S. Billboard 200 | 24      |